# Skakligaen 2004/05
Die Saison 2004/05 war die erste Spielzeit der Skakligaen und gleichzeitig die 43. Austragung der dänischen Mannschaftsmeisterschaft im Schach. 
Der Titelverteidiger Helsinge Skakklub gewann alle Wettkämpfe und wurde überlegen dänischer Meister.
Aus der 2. Division waren der Helsingør Skakklub und der Nordre Skakklub aufgestiegen. Beide Aufsteiger erreichten den Klassenerhalt, Nordre profitierte allerdings von dem Umstand, dass die Skakligaen zur Saison 2005/06 auf 10 Mannschaften aufgestockt wurde und deshalb ausnahmsweise nur eine Mannschaft abstieg. Einziger Absteiger war der Skakklubben K41, dem aufgrund des Einsatzes nicht spielberechtigter Spieler zwei Brettpunkte abgezogen wurde. Zu den gemeldeten Mannschaftskadern siehe Mannschaftskader der Skakligaen 2004/05.

## Spieltermine
Die Wettkämpfe wurden ausgetragen am 6. und 7. November 2004, 5. Dezember 2004, 16. Januar 2005, 6. Februar 2005, 5. und 6. März 2005. In den ersten beiden Runden wurden je zwei Wettkämpfe in Brønshøj und in Århus ausgetragen, die beiden letzten Runden wurden zentral in Valby ausgerichtet, die übrigen dezentral bei den beteiligten Vereinen.

## Abschlusstabelle
| Pl. | Verein                 | Sp | G | U | V | Brett-P.  | MP   |
| --- | ---------------------- | -- | - | - | - | --------- | ---- |
| 01. | Helsinge Skakklub (M)  | 7  | 7 | 0 | 0 | 43,5:12,5 | 14:0 |
| 02. | SK 1968 Århus          | 7  | 4 | 1 | 2 | 31,0:25,0 | 9:5  |
| 03. | Brønshøj Skakforening  | 7  | 4 | 0 | 3 | 30,0:26,0 | 8:6  |
| 04. | Helsingør Skakklub (N) | 7  | 3 | 1 | 3 | 26,5:29,5 | 7:7  |
| 05. | Skolernes Skakklub     | 7  | 3 | 0 | 4 | 26,0:30,0 | 6:8  |
| 06. | Skakforeningen Føroyar | 7  | 3 | 1 | 3 | 24,0:32,0 | 7:7  |
| 07. | Nordre Skakklub (N)    | 7  | 0 | 1 | 6 | 22,0:34,0 | 1:13 |
| 08. | Skakklubben K41        | 7  | 2 | 0 | 5 | 19,0:37,0 | 4:10 |

## Entscheidungen
|     | Dänischer Mannschaftsmeister: Helsinge Skakklub |
|     | Absteiger in die 1. Division: Skakklubben K41   |
| (M) | Meister der letzten Saison                      |
| (N) | Aufsteiger der letzten Saison                   |

## Kreuztabelle
| Ergebnisse | Ergebnisse             | 01. | 02. | 03. | 04. | 05. | 06. | 07. | 08. |
| ---------- | ---------------------- | --- | --- | --- | --- | --- | --- | --- | --- |
| 01.        | Helsinge Skakklub      |     | 5½  | 5   | 6½  | 6   | 6½  | 6½  | 7½  |
| 02.        | SK 1968 Århus          | 2½  |     | 5½  | 4   | 3½  | 6   | 4½  | 5   |
| 03.        | Brønshøj Skakforening  | 3   | 2½  |     | 5   | 3   | 6½  | 4½  | 5½  |
| 04.        | Helsingør Skakklub     | 1½  | 4   | 3   |     | 4½  | 3½  | 5½  | 4½  |
| 05.        | Skolernes Skakklub     | 2   | 4½  | 5   | 3½  |     | 3   | 4½  | 3½  |
| 06.        | Skakforeningen Føroyar | 1½  | 2   | 1½  | 4½  | 5   |     | 4   | 5½  |
| 07.        | Nordre Skakklub        | 1½  | 3½  | 3½  | 2½  | 3½  | 4   |     | 3½  |
| 08.        | Skakklubben K41        | ½   | 3   | 2½  | 3½  | 4½  | 2½  | 4½  |     |

## Die Meistermannschaft
| 1.            | Helsinge Skakklub |
| Schachfiguren | Peter Heine Nielsen, Lars Schandorff, Emanuel Berg, Tomas Hutters, Steffen Pedersen, Klaus Berg, Niels Jørgen Fries Nielsen, Simon Bekker-Jensen, David Bekker-Jensen, Jesper Mørch Lauridsen, Peter Bjørntoft, Anne Bekker-Jensen. |